# Observatorio Astronómico del CURE
.
Observatorio Astronómico del CURE es un observatorio astronómico inaugurado el 2 de septiembre de 2016 en el departamento de Rocha, Uruguay. Se encuentra ubicado en el predio del Programa de Conservación de la Biodiversidad y Desarrollo Sustentable de los Humedales del Este (PROBIDES) y es gestionado por el Grupo de Desarrollo de las Ciencias Físicas y sus Aplicaciones. del Centro Universitario de la Región Este (CURE) de la Universidad de la República (UdelaR).
El Observatorio cuenta con un telescopio MEADE de 0,30m ecuatorial con cúpula automatizada, cámara SBIG STT-1603 ME y sala de controles con facilidades de última generación (cámaras de monitoreo, estación meteorológica, etc).
| Emplazamiento | Instrumento | Características |
| ------------- | ----------- | --- |
|               |             | - Telescopio: MEADE LX200 0,30m - Cámara CCD: SBIG STT 1603 ME - Montura: Ecuatorial de horquilla - Campo de Visión: 27x19 arcmin - Escala de Placa: 0,97 arcsec/pix - Cúpula: Ash Dome |

## Investigación
El observatorio estará trabajando en el área de astrometría de cuerpos menores (especialmente de aquellos que se aproximan a la Tierra) para mejorar su determinación orbital y fotometría de éstos, para la determinación de sus propiedades físicas (tamaño, forma, densidad de masa, etc).
| Afiche de Inauguración |
| ---------------------- |
|                        |